# Klassenfoto

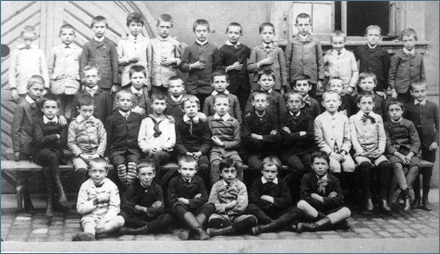
Der spätere Reichskanzler Hermann Müller 1885 auf dem Klassenfoto der Sexta des Mannheimer Gymnasiums (hintere Reihe, 5. von links)

Das Klassenfoto (auch: Klassenbild, Schulfoto oder Schulbild) ist als Erinnerungsfoto an die Schulzeit eine seit etwa 1880 übliche Form der Gruppenfotografie. Üblicherweise wurden die gerade schulpflichtig gewordenen Kinder von besonders ausgerüsteten Schulfotografen zur „Erinnerung an meine Schulzeit“ aufgenommen. Dieser Satz steht entweder auf Tafeln, die ins Bild gehalten werden, oder auf den Passepartouts der ausgehändigten Fotografien.

## Geschichtliche Entwicklung
Die Fotos waren zuerst – in Abhängigkeit von den technischen Möglichkeiten der Fotografie – Freilichtaufnahmen. Dafür wurden vor dem Schulgebäude Stufengerüste gezimmert, einerseits um die schulpflichtigen Kinder bei Klassenstärken von oft 60 Kindern samt Lehrerin oder Lehrer aufs Bild zu bekommen, andererseits, um genügend Licht für möglichst kurze Auslösezeiten bei genügender Tiefenschärfe und Detailtreue zu haben.
Seit etwa 1900 wird die Bilddokumentation der schulpflichtig gewordenen Kinder in den Klassenraum verlegt. Dadurch wird jetzt auch die schulische Ausstattung der Klassenräume und deren Dekoration sichtbar.
Bessere Lichtstärken und Weitwinkelobjektive entfalten seitdem neue Ausdrucksmöglichkeiten. Hinzu kommen bald auch Fotos von Abschlussklassen und Aufnahmen der Gymnasialschüler mit ihren Schülermützen.

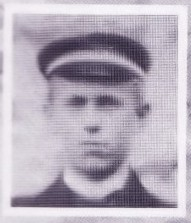
Gymnasiast mit Schulmütze, 1904

So geben Schulfotografien Auskunft über die Entwicklung der Fototechnik und der Gruppenfotografie, sie zeigen die Entwicklung des Kinder- und Schülerstatus, Freiheiten und Disziplinierung und die Entwicklung der Kinder- und Schülerkleidung. In vielen Fällen ist ein Klassenfoto die einzige existierende Fotografie einer bedeutenden Persönlichkeit in ihrer Kindheit. Durch die verhältnismäßig große Zahl von Abzügen, die von einem Bild angefertigt wurden, ist die Chance einer Überlieferung im Besitz eines Klassenkameraden relativ groß.

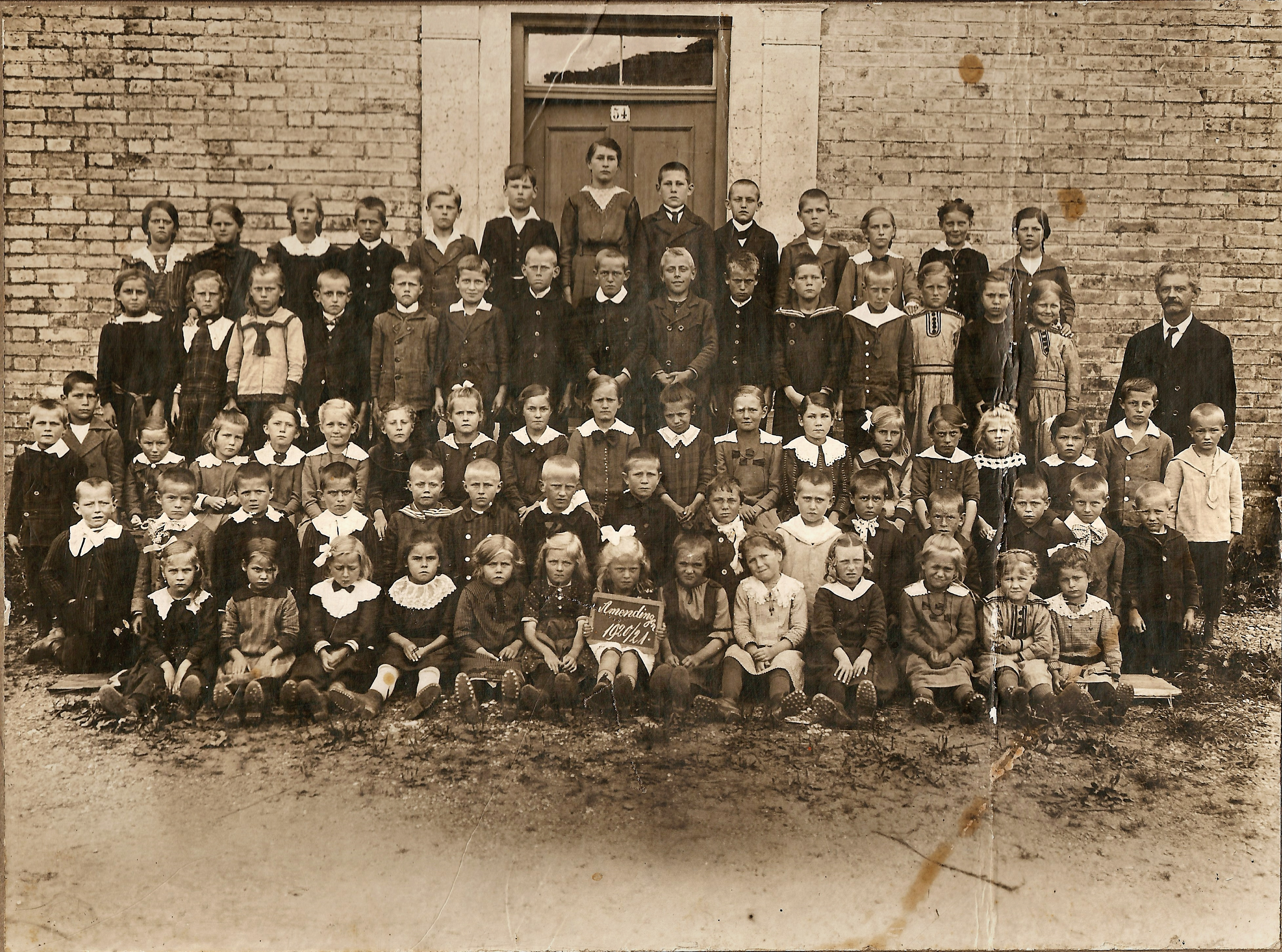
Klassenfoto zur Erinnerung an die Schulzeit, Volksschule Amendingen, Schuljahrgang 1920–1921

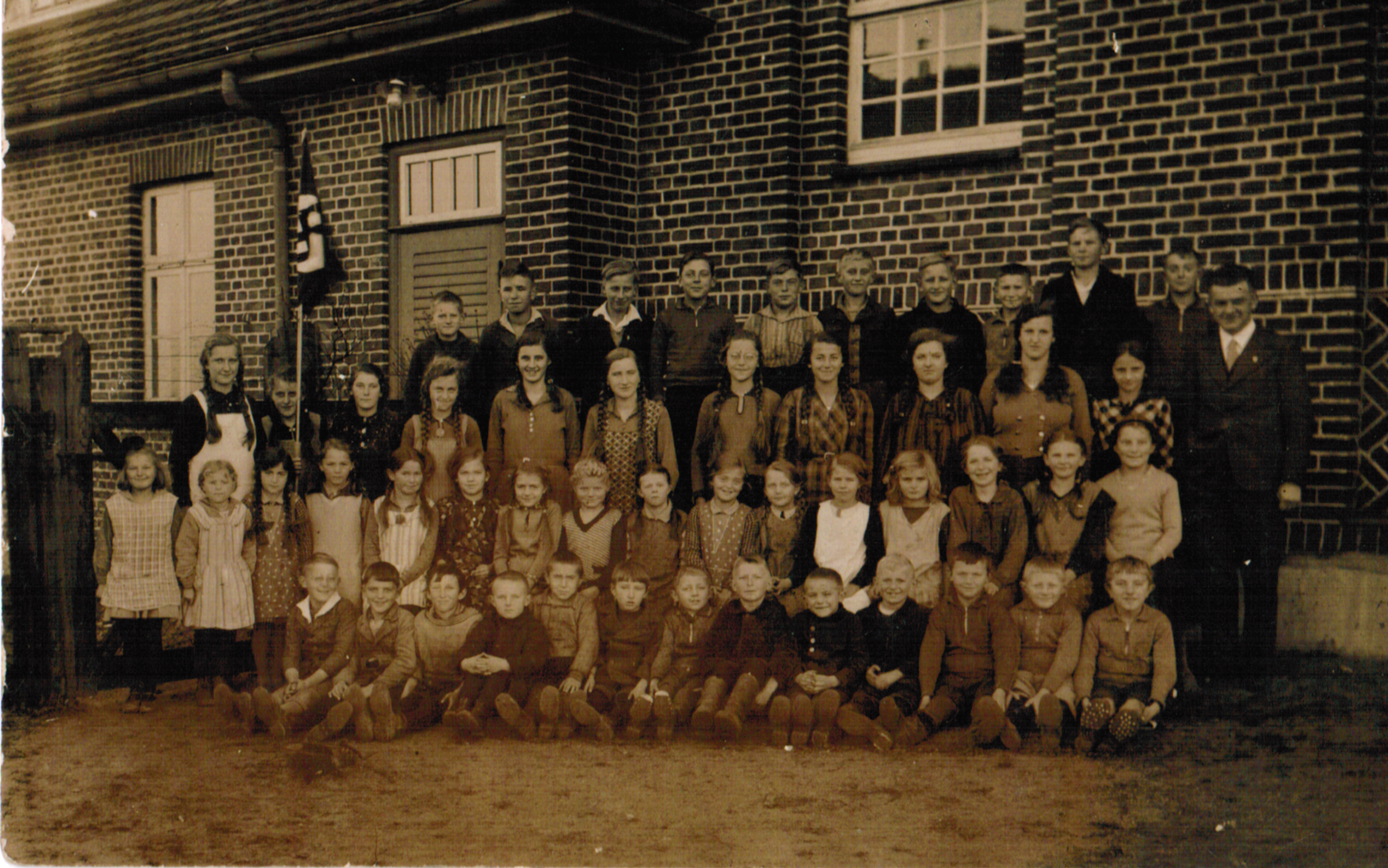
Klassenfoto Ollndorf 1934

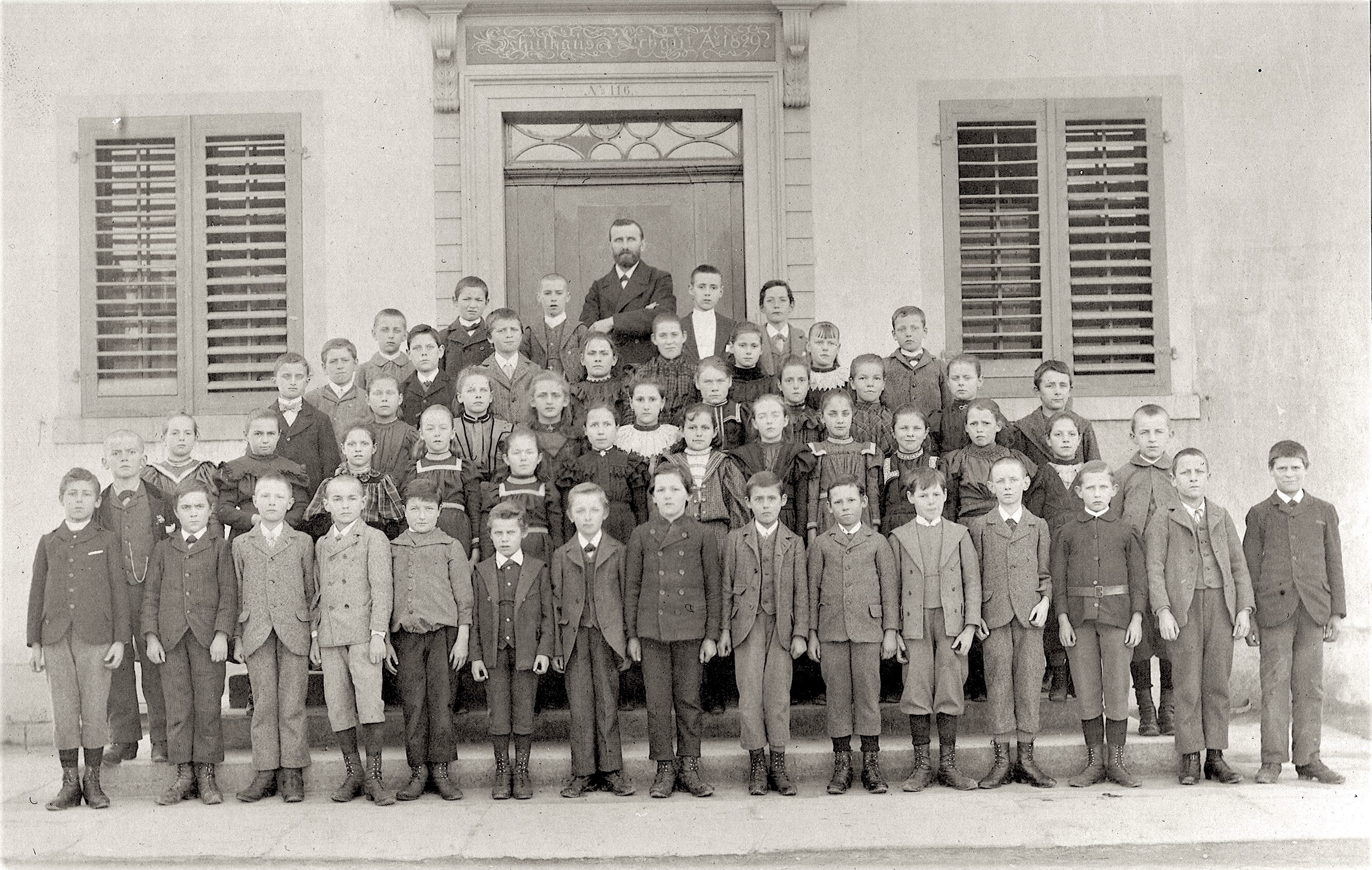
1899: Lehrer Felix Hafner mit seinen Viert- und Fünftklässlern vor dem Schulhaus Chirchhof in Zollikon

Hervorragendes Material für die Geschichte der Schulfotografie bietet das Archiv von Hubert (1884–1964) und Walter Haagmans (1923–2005) im Staatsarchiv des Kantons Zürich. In der Zeit zwischen 1927 und 1995 nahmen Vater und Sohn Haagmans je zwei Bilder von 55.000 Schulklassen im Kanton Zürich auf. 2010 wurden Digitalisate ins Netz gestellt. Teilsammlungen von Klassenfotos finden sich in Volkskundemuseen und speziellen Schulmuseen.

## Vertrieb
Früher wurden die Fotos von den Fotografen aufgenommen, ausgearbeitet und zur Ansicht vorgelegt. Bei Gefallen konnten die Schüler die Bilder bestellen und in der Schule bezahlen. Durch die digitale Ausarbeitung ist es inzwischen einfacher, die Bilder gleich herzustellen und bei Nicht-Abnahme wegzuwerfen. Oft werden auch Einzelporträts der Schüler angefertigt, die zu zahlreichen Zusatzartikeln, wie Abziehbilder, Kalender, Visitenkarten, verarbeitet werden. Auch diese Produkte werden meist ohne Auftrag ausgeliefert. Dabei ist oft nur die Abnahme von ganzen Sets möglich.

### Provisionen, Prämien, Sponsoring
Für die Auftragserteilung und als Aufwandsentschädigung für die Abwicklung des Verkaufs durch die Schule (Lehrer teilen die Fotos in der Klasse aus, kassieren das Geld und sammeln nicht gewünschte Fotos ein) bieten Fotostudios Provisionszahlungen oder Warenprämien unter dem Titel "Aufwandsentschädigung". Auch wenn diese Prämien der Schule zugutekommen, werden sie indirekt von den Eltern bezahlt. In diesem Zusammenhang nahm im Dezember 2013 die Wirtschafts- und Korruptionsstaatsanwaltschaft in Wien Ermittlungen wegen Bestechung und Korruption gegen ein Studio und einige Schulleiter auf. 2014 entschied der OGH, dass diese Praxis nicht sittenwidrig sei, solange es keinen Kaufzwang gibt. In einem weiteren Urteil von 2016 sprach der OGH Schulleiter von Korruptionsvorwürfen frei, da keine private Bereicherung vorliegt.
Zurzeit werden nur mehr Gratisfotosets für die Mitarbeiter offen angegeben. Der Rest wird mittels Partner- und Sponsoringverträge abgewickelt. In einigen Schulen wurde die Auswahl des Fotografen an den Elternverein delegiert.
Auch in Deutschland wird seit einem Urteil des Bundesgerichtshofes vom Mai 2011 verstärkt gegen diese Prämien vorgegangen.

### Direktversand
In den letzten Jahren etablierte sich die Methode, die Bilder samt Zahlschein direkt an die Schüler nach Hause zu senden. Da es sich dabei laut Konsumentenschutzgesetz um unverlangt zugesandte Produkte handelt, ist die Annahme oder Rücksendung der nicht gewünschten Bilder nicht verpflichtend. Da auch die Adressen oft von der Schule ohne entsprechende Erlaubnis an die Studios weitergegeben werden, verstößt diese Methode, zumindest bei minderjährigen Schülern, noch dazu gegen das Datenschutzgesetz. Zudem werden noch Versandkosten verrechnet, die die Abnahme nur des eigentlichen Klassenfotos unrentabel machen. Für die Schule, die den Fotografen auswählt, gibt es auch hier Provisionen oder Subventionen, der Aufwand für den Verkauf fällt für die Lehrer gänzlich weg, weshalb vor allem höhere Schulen diese Methode bevorzugen. Seit der Klarstellung, dass Adressen nicht an die Studios weitergegeben werden dürfen, sichern sich diese durch das Abverlangen einer Einverständniserklärung der Eltern zur Datenverwendung und Adressübermittlung ab. Andere lassen die Fotos samt Zahlschein von der Schule verteilen.

## Verquickung mit der Herstellung der edu.card
Nachdem die Herstellung des österreichischen Schülerausweises edu.card durch eines der momentan 13 lizenzierten Fotostudios erfolgt, wird diese in der Regel gleich parallel zur Anfertigung der Klassenfotos erledigt. Gefestigt wird die Geschäftsbeziehung zur Schule manchmal durch Sponsoring für die teuren edu.card-Terminals. Kleinere Fotografen kommen dann nicht mehr zum Zug.

## Sonstiges
1971 veröffentlichte Eberhard Fechner einen Dokumentarfilm mit dem Titel "Klassenphoto", der ausgehend von Klassenfotos eines Jahrgangs von Schülern die ab 1931 ein Berliner Gymnasium besuchten, die Lebensgeschichte der Schüler vor dem Hintergrund des Dritten Reiches und des Zweiten Weltkriegs erzählt.